# 화녀촌
화녀촌은 1985년 공개된 대한민국의 영화이다.

## 배역
- 이영하 : 종섭 역
- 이상숙
- 나기수
- 최현미
- 김지영 : 종섭의 장모 역
- 상일환
- 주상호
- 장인한

## 수상
- 1985년 제24회 대종상
  - 남우조연상 - 나기수
  - 특별상(신인연기) - 최현미
- 1986년 제22회 백상예술대상
  - 영화부문 남자최우수연기상 - 이영하